# حادثة سرقة 300 مليون ين

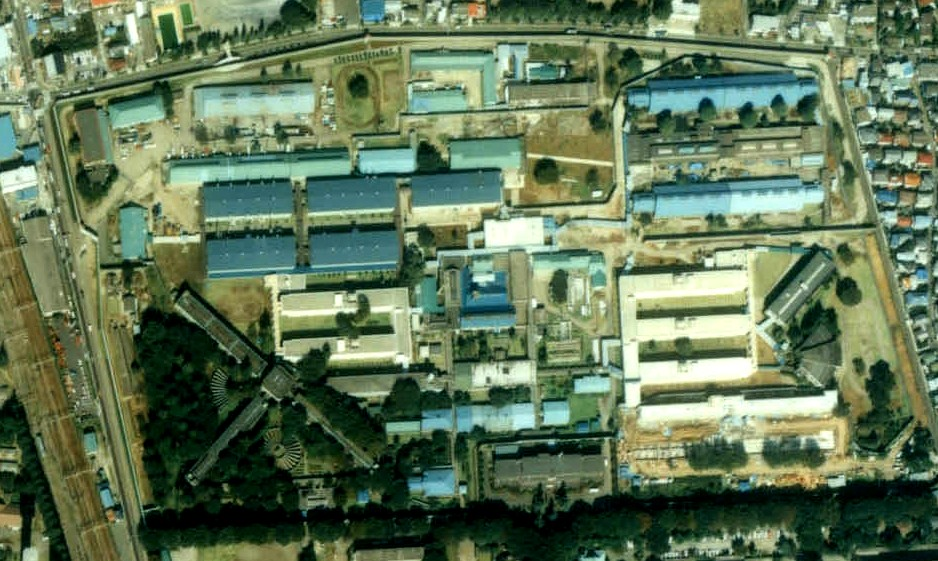

حادثة سرقة 300 مليون ين (باليابانية: 三億円事件) كانت أكبر عملية سرقة في تاريخ اليابان في ذلك الوقت. وقعت صباح يوم 10 ديسمبر 1968 في طوكيو، اليابان، ولا تزال دون حل حتى الآن.

## السرقة
في صباح يوم 10 ديسمبر 1968، كان أربعة موظفين في فرع مصرف نيهون شينتاكو جينكو في كوكوبونجي يقومون بنقل مبلغ 294,307,500 ين ياباني (حوالي 817,520 دولار أمريكي حسب أسعار صرف العملات في 1968) في صندوق سيارة الشركة. الصناديق المعدنية كانت تحوي علاوات لموظفي مصنع توشيبا في فوتشو. استوقفهم ضابط شاب يرتدي الزي الرسمي على دراجة نارية للشرطة في الشارع المجاور لسجن طوكيو فوتشو. أبلغهم ضابط الشرطة أن بيت مدير فرعهم قد تم تفجيره، وأنهم تلقوا تحذيرا من أن هناك ديناميت مزروع في سيارة النقل. خرج الموظفون الأربعة من السيارة في حين زحف الضابط تحت السيارة لتحديد موقع القنبلة. بعد لحظات، لاحظ الموظفين خروج الدخان واللهب من تحت السيارة تلاها الضابط يخرج صارخا أن السيارة على وشك أن تنفجر. عندها تراجع الموظفين إلى جدران السجن، وقفز ضابط الشرطة داخل السيارة وقادها بعيدا.

## التحقيقات
اشتبهت الشرطة في شاب يبلغ من العمر 19 عاما، وهو ابن ضابط شرطة، لكنه مات لاحقا بسبب تسمم بمادة سيانيد البوتاسيوم، ووفقا للسجلات الرسمية اعتبر غير مذنب واعتبر موته انتحارا. لاحقا تم اعتقال عدة مشتبهين لكن لم يتم إدانة أحد.